# Franz Hums
Franz Hums (ur. 8 września 1937 w Sommerein, zm. 1 marca 2015 w Mitterndorf an der Fischa) – austriacki polityk, działacz związkowy i samorządowiec, parlamentarzysta krajowy, w latach 1995–1997 minister.

## Życiorys
W 1955 zdał egzamin maturalny, na początku lat 60. kształcił się w instytucji edukacyjnej Sozialakademie der Kammer für Arbeiter und Angestellte w Mödling. Od 1955 zatrudniony w austriackim przedsiębiorstwie kolejowym Österreichische Bundesbahnen, początkowo jako dyspozytor, a od 1966 jako pracownik działu sprzedaży. Był też działaczem związkowym w ramach Gewerkschaft der Eisenbahner, od 1986 pełnił funkcję wiceprzewodniczącego, a w latach 1989–1997 kierował tą organizacją. Pełnił również funkcje prezesa towarzystwa ubezpieczeniowego z branży kolejowej (1984–1990) oraz wiceprezesa zarządu ÖBB (1989–1990).
Zaangażował się w działalność polityczną w ramach Socjaldemokratycznej Partii Austrii. W latach 1982–1985 zasiadał w radzie gminy Mitterndorf an der Fischa. Sprawował mandat posła do Rady Narodowej XVIII i XX kadencji (wykonując go czynnie w latach 1990–1994, 1996, 1997–1999). Od kwietnia 1995 do stycznia 1997 był ministrem pracy i spraw społecznych w dwóch ostatnich rządach Franza Vranitzkiego.
Odznaczony Wielką Złotą Odznaką Honorową z Gwiazdą za Zasługi dla Republiki Austrii.